# Acdel Vilas
Acdel Edgardo Vilas (Corrientes, 20 de junio de 1925-Buenos Aires, 23 de julio de 2010) fue un militar argentino de alta graduación con preponderante actuación en el terrorismo de Estado en las décadas de 1970 y 1980.
Fue comandante del Operativo Independencia en la provincia de Tucumán instrumentando el terrorismo de Estado en dicha provincia contra las organizaciones guerrilleras, políticas, obreras y estudiantiles, con los métodos aprendidos de la doctrina francesa de la OAS y los militares franceses de Indochina y Argelia. La "lucha antisubversiva" bajo su conducción en Tucumán fue el ensayo del terror aplicado a nivel nacional con el Proceso de Reorganización Nacional. Tras su relevo el 18 de diciembre de 1975, quedó destinado como segundo comandante del V Cuerpo de Bahia Blanca hasta su retiro en diciembre de 1976.
Restablecida la democracia a fines de 1983, Vilas fue acusado por la CONADEP de varios casos de violaciones de derechos humanos en Tucumán y Bahía Blanca y fue procesado por la Cámara Federal de Bahía Blanca, como autor de crímenes de lesa humanidad en los centros de detención «Escuelita de Bahía Blanca» y Base Naval Puerto Belgrano, que estaban a su cargo.
En 1988, la Corte Suprema de Justicia lo desprocesó aplicando la Ley de Punto Final, aprobada dos años antes a iniciativa del presidente Raúl Alfonsín. En 1989 fue indultado por el presidente Carlos Menem, mediante el decreto 1002, del 7 de octubre de 1989, por la causa en la que se encontraba procesado por las torturas y homicidio del diputado nacional chubutense radical Mario Abel Amaya, que no había sido alcanzada por la Ley de Punto Final.
En 2003 el Congreso Nacional sancionó la ley 25 779 declarando insanablemente nulas las leyes de Punto Final y Obediencia Debida. Poco después, ese mismo año, se reabrieron las causas 11/86 y 206/86 en las que se encuentra imputado Vilas por crímenes de lesa humanidad cometidos en Bahía Blanca, cuando se desempeñó como subjefe de la zona militar 51. En 2004 y 2007 se han abierto causas penales por violaciones de derechos humanos que involucran a Vilas cuando se encontraba en Tucumán, al mando del Operativo Independencia.
A comienzos de 2010, Acdel Vilas vivía en la zona norte del Gran Buenos Aires y sus defensores alegaron que se encontraba demente y por lo tanto incapacitado para ser sometido a juicio. Falleció el 23 de julio de ese año.

## Carrera militar
Egresó del Colegio Militar como subteniente de infantería con la promoción 75 (orden de mérito 27). La misma promoción de Albano Harguindeguy, Carlos Dalla Tea y Adolfo Sigwald, entre otros. Todos llegaron al generalato.
Entre 1974 y 1975 fue director de Escuelas, Liceos y Tropas Técnicas. Era un militar visto con simpatía por el peronismo, y fue ascendido a general de brigada en diciembre de 1974. Tras el fallecimiento en un accidente de aviación del comandante de la V Brigada, general de brigada Ricardo Muñoz, fue designado Vilas en la comandancia en enero de 1975.

## Comandante de la Operación Independencia
Desde su cargo de comandante de la V Brigada de Infantería, Acdel Vilas fue, el máximo artífice de la Operación Independencia, instalado en la Provincia de Tucumán en 1975, por orden de la presidenta María Estela Martínez de Perón (Decreto 261/75), ordenando al Ejército intervenir y «aniquilar el accionar de elementos subversivos que actúan en la provincia de Tucumán» (art. 1). La intervención militar en Tucumán estuvo motivada en el control alcanzado por el Ejército Revolucionario del Pueblo (ERP) en esa provincia, que alcanzó a un tercio de la misma, hecho que llevó a Mario Santucho —líder de la organización— a declarar una «zona liberada», para pedir apoyo y reconocimiento de los países socialistas como «ejército beligerante». La modalidad de Terrorismo de Estado adoptada por el Ejército para combatir a la guerrilla, ha sido considerada como uno de los antecedentes inmediatos de la violación masiva y sistemática de derechos humanos, asimilada a un genocidio, que se produjo en la Argentina a partir del golpe de Estado de 1976. 
Acdel Vilas asumió la comandancia de la Operación Independencia de manera azarosa. Él mismo comenzó su Diario de Operaciones relatando el modo en que sucedió bajo el título de Dios lo quiso. Originariamente, el comandante del III Cuerpo del Ejército, con base en Córdoba era el general de brigada Eugenio Salgado y el comandante de la V Brigada de Infantería el general de brigada Ricardo Agustín Muñoz. Ambos murieron el 5 de enero de 1975, cuando se estrelló un avión Twin Otter en el que realizaban un vuelo de reconocimiento. Junto con ellos murieron 11 oficiales de sus estados mayores. Como consecuencia de las pérdidas, Carlos Delía Larroca pasa a comandar el cuerpo y Acdel Vilas queda a cargo de la V Brigada. Apenas un mes antes, Vilas era un coronel y la jerarquía militar no lo había tenido en cuenta para los ascensos, probablemente a causa de su conocida militancia peronista y sus fluidos contactos con políticos y sindicalistas. Pero Vilas, a través de un mayor de la seguridad presidencial, logró contactarse con Juan Esquer, jefe de la custodia de la presidenta Isabel Martínez de Perón. La presidenta lo recibió entonces en la residencia de Olivos y terminó recomendando su ascenso al Ministro de Defensa Adolfo Mario Savino.
Vilas instaló el primer centro clandestino de detención, la Escuelita de Famaillá, a tan solo cinco cuadras del Comando Táctico de Famaillá, al que no tenían acceso ni el poder político ni la policía. El lugar estaba a cargo del Ejército, salvo la custodia de la Policía Federal, que luego fue reemplazada por la Gendarmería. La presidenta Isabel Martínez de Perón visitó personalmente el puesto de comando y, delante del general Vilas y de todos sus oficiales reiteró que el objetivo era aniquilar a la tropa guerrillera y que "todo el poder político estaba detrás de él para apoyarlo". "Matarlos y aniquilarlos a todos", afirmaron ella y José López Rega.
Al mando de 5.000 soldados —logró utilizando tácticas de guerra sucia que alcanzaron masivamente a la sociedad tucumana— derrotar a las fuerzas guerrilleras que conformaban la Compañía de Monte del ERP (Ejército Revolucionario del Pueblo).
Un dato que divide a los historiadores es el número de integrantes de la Compañía de Monte. Según el líder militar del ERP, Enrique Gorriarán Merlo, nunca fueron más de 100. El periodista Jorge Lanata, en su libro Argentinos, cita un cable de Latin Reuter de la época en el que se decía que "nunca hubo más de 70 combatientes del ERP en Tucumán". Juan Yofre, da mayores precisiones: en mayo de 1974 se estableció el primer campamento, en el Ingenio Fronterita, con 20 combatientes, pero al poco tiempo se establecieron varios campamentos más, lo que hablaría de nuevas incorporaciones (pese a que cada campamento tenía un número reducido de combatientes). Se informa que hacia mediados de 1975, los guerrilleros mermados en número solo mantenían tres campamentos, pero que a fines de septiembre llegó un nuevo pelotón para cubrir las bajas. A finales de 1975, después de la desbandada de la Compañía de Monte Ramón Rosa Jiménez, su lugar fue ocupado por la "Patrulla de Monte" de Montoneros, de unos 30 efectivos.
Vilas llevó adelante operaciones militares y represivas que destruyeron por completo la guerrilla de monte del ERP y frustraron los planes de la organización. A mediados de octubre de 1975, tras ocho meses de combate, un plenario del ERP realizado en pleno monte tucumano, decidió poner fin a la guerrilla rural, y tras la caída del campamento central, el 18 de octubre, ordenó la dispersión de los sobrevivientes y retomar la guerrilla urbana como método de lucha. A partir de entonces, la labor del Ejército se limitó a la búsqueda de los escasos guerrilleros que huían o estaban escondidos o perdidos. Pese a ello, entre el 8 y 16 de noviembre se produjeron nuevos enfrentamientos en Tucumán, que dejaron 6 muertos en el Ejército Argentino.
Vilas ha sido acusado de gravísimas violaciones a los derechos humanos, durante su desempeño a cargo del Operativo Independencia, afectando a integrantes de partidos políticos, sindicatos, centros de estudiantes, cooperativas y otras organizaciones populares. Instaló el primer centro de detención clandestina que hubo en la Argentina, la Escuelita de Famaillá, donde se estima que fueron estuvieron detenidos-desaparecidos más de 2.000 personas .En su Diario, Vilas informa que allí estuvieron detenidas 1.507 personas.
En una entrevista  Acdel Vilas ejemplificó la forma de lucha que llevó adelante el Ejército Argentino: " Mire, es muy sencillo de entender. Nosotros sabíamos que, por ejemplo, en una capilla, se escondían elementos subversivos. Nos hacíamos presentes para solicitarle al sacerdote un permiso para revisar el lugar, pero en general los curas nos decían: "General, no puede pasar, esta es la casa de Dios". Bueno, nosotros insistíamos, pero ante una respuesta de ese tipo, era inútil. Entonces volvíamos de noche. Con tropa de uniforme de combate pero sin identificación, con pasamontañas para ocultar los rostros. Entonces pateábamos la puerta, entrábamos y nos llevábamos a los subversivos".
La Comisión Bicameral de la Legislatura de Tucumán que investigó la violación de derechos humanos en esa provincia entre 1974 y 1983, registró que en el año 1975, durante el mando de Vilas del Operativo Independencia, se produjeron en esa provincia 123 secuestros, de los cuales 77 desaparecieron, 14 fueron asesinados y 32 fueron liberados. Esa cantidad representa el 24 % del total de secuestrados para el período 1974-1983. Se ha señalado también que solo una mínima cantidad de los muertos y desaparecidos en Tucumán se produjeron en enfrentamientos armados entre el Ejército y las fuerzas guerrilleras que operaban en la provincia.
El 18 de diciembre de 1975 Vilas fue reemplazado por el general Antonio Domingo Bussi y designado segundo comandante del V Cuerpo de Ejército, con sede en Bahía Blanca y jurisdicción en todo el sur del país, a la vez de que fue subjefe de la zona militar 51, una de las divisiones en las que se militarizó el país.

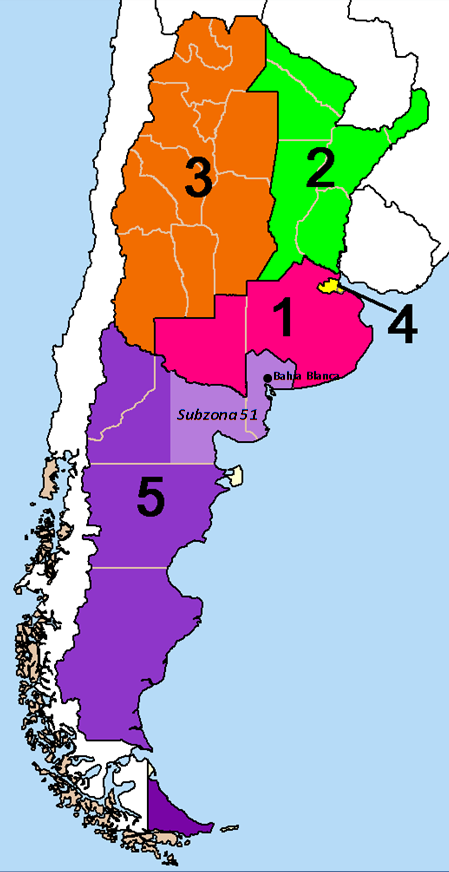
Las cinco zonas militares en que se dividió la Argentina durante el período de terrorismo de Estado. En violeta claro se destaca el territorio de la subzona 51, que estuvo bajo el mando de Acdel Vilas en 1976.

## Servicio en el V Cuerpo de Ejército
El 16 de febrero de 1976, poco más de un mes antes del golpe de Estado del 24 de marzo, Acdel Vilas asumió su cargo de segundo comandante y jefe de Estado Mayor del V Cuerpo de Ejército. Como tal tenía bajo su cargo a la Subzona 51.
El 28 de octubre de 1975, el Comando General del Ejército había dispuesto cinco comandos de zonas de defensa a cargo de los cuatro cuerpos de ejército y de Institutos Militares. Cada uno de los jefes de estas cinco grandes unidades estaban a cargo de su respectiva zona. A su vez, cada zona estaba subdividida en subzonas, áreas y subáreas, también con jefe militar. Estos militares tenían tenía mando directo para la represión ilegal en su jurisdicción. Los comandantes de zona y subzona actuaban con total autonomía. El teniente general Martín Balza los definió como «señores de la guerra… verdaderos señores feudales…».
La Subzona 51, que estuvo bajo la autoridad de Vilas en 1976, abarcaba la región sudoeste de la provincia de Buenos Aires (Adolfo Alsina, Guaminí, Coronel Suárez, Saavedra, Puán, Tornquist, Coronel Pringles, González Cháves, Coronel Dorrego, Tres Arroyos, Villarino, Bahía Blanca y Patagones) y la región oriental de la provincia de Río Negro (Avellaneda, Pichi Mahuida, 25 de mayo, 9 de julio, Valcheta, San Antonio, Adolfo Alsina y Conesa).
Entre los hechos en los que Vilas estuvo involucrado como jefe de la Subzona 51, se encuentran el establecimiento y violaciones de derechos humanos en el centro clandestino de detención «La Escuelita», que funcionaba en el Batallón de Comunicaciones de Comando 181 de Bahía Blanca, el secuestro y tortura del senador nacional Hipólito Solari Yrigoyen y del diputado nacional chubutense Mario Abel Amaya, ambos radicales, que causó la muerte del segundo, así como severísimas acciones represivas en la Universidad Nacional del Sur, a la que puso una atención especial.
En junio de 1976, tras la muerte del jefe de la Policía Federal, Cesáreo Cardozo, a manos de Montoneros, Vilas le pidió al presidente Jorge Rafael Videla, por medio de un telegrama, que lo designara en reemplazo de Cardozo; pero el pedido no fue atendido.
El 12 de agosto de 1976, el diario La Nueva Provincia de Bahía Blanca, dedicó su editorial a realizar una semblanza del general Vilas: 

Vilas no se detiene ante el «que dirán». Conoce la naturaleza de esta guerra y conoce la «inteligentzia» en todo su cómodo snobismo, la sabe dispuesta a negar, en la primera de cambios, la evidencia con tal de salvar la cara y no comprometerse. El general Vilas de común acuerdo con el Comandante del Vto. Cuerpo, no se ha arredado ante los peligros que supone hablar claro y denunciar tanto personaje estólido e inflado, cómplice del marxismo. Que se llame Domecq o Malek, sea montonero o trotskista, se diga pacifista o beligerante, lo sea por omisión, arribismo, cobardía o estupidez, todo aquel que haya cohonestado la táctica subversiva es culpable… y merece ser condenado.
A esta altura existe solo una dialéctica: la del amigo-enemigo. Y al enemigo, el vencedor de Tucumán, lo comprende mejor que nadie, debe tratárselo como tal. O es que todavía vamos a creer que, mientras se conspira para destruir a la Patria, los delincuentes subversivos merecen acogerse al Tratado de Ginebra? Créanlo los cobardes, los cómplices… No lo cree así, afortunadamente, quién venció en Tucumán y hoy se empeña en limpiar a Bahía Blanca de elementos subversivos.
La Nueva Provincia, Editorial del 12 de agosto de 1976.

En diciembre de 1976 Vilas pasó a retiro, y fue reemplazado en el puesto de segundo comandante por el general de brigada Abel Catuzzi.

## Diario de operaciones de Vilas
Acdel Vilas llevó un diario de las operaciones militares que comandó desde Tucumán y Bahía Blanca. Con ese material, en 1977 escribió en Bahía Blanca un libro dedicado principalmente a relatar su accionar en el Operativo Independencia (enero a diciembre de 1975), aunque también incluye un capítulo sobre las acciones dirigidas desde Bahía Blanca en 1976.
Vilas no llegó a publicar el libro porque el Comando en Jefe del Ejército lo prohibió en 1977, debido a que contenía datos y afirmaciones que significaban una confesión de haber cometido delitos.
Una vez restaurada la democracia, en 1985 la revista El Periodista de Buenos Aires (Año II, N.º 73) publicó fragmentos del libro extraídos de una fotocopia de un borrador original, que incluye inscripciones manuscritas, mayormente destinadas a corregir cuestiones el estilo del texto. El título del libro en ese borrador es Diario de operaciones: Tucumán, enero a diciembre de 1975. Con posterioridad diversos sitios web han publicado el texto completo.
El libro se inicia con una dedicacatoria a los 21 militares que murieron bajo sus órdenes en Tucumán. Luego continúa la parte principal del libro dedicada al Operativo Independencia, dividida en tres partes ("Dios lo quiso", "El Ejército Revolucionario del Pueblo y 7 Anexos" y "El Desarrollo de las Operaciones") y un colofón. A continuación, se ubica un capítulo titulado "Bahía Blanca: el Hecho Histórico", en gran parte dedicado a los aspectos no militares de sus operaciones, bajo los títulos de "La guerra cultural" y "Bahía Blanca: la universidad de la subversión". Finalmente, el libro contiene varios anexos documentales, que incluyen directivas y planes secretos (Directiva del comandante general del Ejército n.º 333 para las Operaciones contra la Subversión en Tucumán, Plan de Acción Psicológica N.º 1/75, etc.), la Estructura de la Compañía de Monte del ERP -agosto 74 a dic. 75-, y dos listados, de enfrentamientos y de bajas del ERP. 
El libro de Vilas contiene un detalle de las operaciones militares bajo su mando, incluyendo referencias a lo que él denomina Lugar de Reunión de Detenidos (LRD), ubicado en Famaillá, haciendo referencia al centro clandestino de detención conocido como la Escuelita de Famaillá y a las torturas y desapariciones que allí se realizaban. 
Pero Vilas también otorga un papel importante a describir lo que él denomina "mi concepción de la lucha contra la subversión", que excedía ampliamente el aspecto puramente militar armado, para extenderse a la inteligencia y represión de civiles en todos los campos de actividad, poniendo foco especial en la universidad y la cultura -a la que le asigna la máxima importancia-, el sindicalismo y los partidos políticos.
El libro de Vilas es uno de los pocos escritos por militares que hayan sido protagonistas del terrorismo de Estado. El mismo se suma a otros textos como Guerra revolucionaria en la Argentina (1959-1978), del general Ramón Genaro Díaz Bessone, y La otra campana del Nunca Más (1988), del expolicía Miguel Etchecolatz.

## El enemigo según Acdel Vilas
El general Acdel Vilas realizó declaraciones sobre  sus enemigos del PRT-ERP: "Los califico muy bien. Mire, el ERP tenía poca preparación militar, no era gente entrenada como para sobrevivir en esas condiciones, y más enfrentado a Ejército profesional. Pero eran muy valientes, muy corajudos. De verdad peleaban hasta morir. Yo los admiré en ese sentido, créame ". En cambio acerca de Montoneros declaró que eran diferentes a los erpianos: " ¡Totalmente! Los Montoneros ponían bombas, eludían el combate. Eran cobardes. Los guerrilleros de Santucho tenían una moral muy diferente. No sé cómo imaginaron que podían ganar esa guerra, pero que lo intentaron, lo intentaron, se lo aseguro".

## Acdel  Vilas político
Cuando terminó la dictadura militar en 1983 el general Acdel Vilas intentó incursionar en la política.  Vilas se reivindicaba peronista y, para lanzar su precandidatura a presidente, armó un acto en la Federación Argentina de Box en el barrio de Boedo, en Buenos Aires.

## Vuelta a la democracia y juicios por delitos de lesa humanidad
Restablecida la democracia a fines de 1983, la Comisión Nacional sobre la Desaparición de Personas identificó a Vilas en varios casos de violaciones de los derechos humanos en Tucumán y Bahía Blanca y fue procesado por la Cámara Federal de Bahía Blanca, como autor de crímenes de lesa humanidad en los centros clandestinos de detención La Escuelita y Base Naval Puerto Belgrano, que estaban a su cargo.
En 1988, la Corte Suprema de Justicia lo desprocesó aplicando la Ley de Punto Final, aprobada dos años antes a iniciativa del presidente Raúl Alfonsín. En 1989 fue beneficiado por el indulto del presidente Carlos Menem —mediante el decreto 1002— del 7 de octubre de 1989, por la causa en la que se encontraba procesado por las torturas y homicidio del senador radical Mario Abel Amaya, que no había sido alcanzada por la Ley de Punto Final.
En 2003 el Congreso Nacional declaró insanablemente nulas las leyes de Punto Final y Obediencia Debida. Poco después, ese mismo año, se reabrieron las causas 11/86 y 206/86 en las que se encuentra imputado Vilas por crímenes de lesa humanidad cometidos en Bahía Blanca, cuando se desempeñó como subjefe de la Subzona 51. En 2004 y 2007 se abrieron causas penales por violaciones de derechos humanos que involucran a Vilas cuando se encontraba en Tucumán, al mando del Operativo Independencia.
A comienzos de 2010, Acdel Vilas vivía en la zona norte del Gran Buenos Aires y sus defensores habían alegado que se encontraba demente y, por lo tanto, incapacitado para ser sometido a juicio.
El 23 de julio de 2010, el retirado general de brigada falleció en la ciudad de Buenos Aires, por causas naturales.